# آنتانیمباری
آنتانیمباری (به لاتین: Antanimbary) یک منطقهٔ مسکونی در ماداگاسکار است که در مائوتنانا واقع شده‌است. آنتانیمباری ۳٬۰۰۰ نفر جمعیت دارد و ۲۶۸ متر بالاتر از سطح دریا واقع شده‌است.